# Magna Lykseth-Skogman
Magna Lykseth-Skogman, citata anche come Magna Lykseth-Schjerven (Christiania, 6 febbraio 1874 – Stoccolma, 13 novembre 1949), è stata un soprano norvegese naturalizzato svedese.
Dopo aver debuttato, nel ruolo di Santuzza, all'Opera reale svedese nel 1901 con la Cavalleria rusticana, vi rimase fino al 1918 diventando primadonna della compagnia. Sostenne ruoli da protagonista in una vasta gamma di opere, ma è ricordata soprattutto per le sue interpretazioni wagneriane, nei panni di Brünnhilde (nelle prime svedesi del Sigfrido e del Crepuscolo degli dei) e di Isotta (1909). Considerata una delle cantanti liriche svedesi di maggior spicco della sua generazione, fu insignita della medaglia Litteris et Artibus nel 1907 e divenne membro dell'Accademia reale svedese di musica nel 1912.

## Biografia
Magna Elvine Lykseth nacque nell'odierna Oslo, in Norvegia (allora Christiania, Svezia-Norvegia), il 6 febbraio 1874, figlia del tipografo Anders Larsen Lykseth e di Anne Eriksen. Dopo una prima formazione vocale al Conservatorio di Christiania sotto la guida del soprano finlandese Ida Basilier-Magelssen, si trasferì a Stoccolma nel 1894, dove fu allieva di John Forsell alla Kungliga Musikhögskolan. 
Nel frattempo, nel corso degli anni novanta del XIX secolo si fidanzò con il musicista Didrik Helland, che però morì nel gennaio 1897 prima che potessero sposarsi.
Studiò anche in Germania, facendo esperienza al Festival di Bayreuth. Dal 1901 al 1910 fu sposata con il mercante norvegese Olav Schjerven e dal 1911 con il barone svedese Karl Skogman.
Nel 1898 debuttò in un concerto prima di andare in tournée in Svezia con la compagnia d'opera di Oscar Lomberg, dove interpretò ruoli come Leonora ne Il trovatore di Giuseppe Verdi e Philine in Mignon di Ambroise Thomas. Nel 1901, Lykseth debuttò all'Opera Reale Svedese come Santuzza nella Cavalleria rusticana di Pietro Mascagni, seguita da Margareta nel Faust di Charles Gounod. Durante il suo impegno con la compagnia fino al 1918, ottenne un particolare successo nei ruoli wagneriani, creando le prime svedesi di Brünnhilde in Sigfrido (1905) e Crepuscolo degli dei (1907), nel 1909 il ruolo del titolo in Tristano e Isotta e Kundry in Parsifal nel 1917. Fu spesso ospite del Nationaltheatret di Oslo, dove presentò la prima di Tosca di Giacomo Puccini (1908) e Aida di Verdi (1909). Grazie al suo vasto repertorio, divenne estremamente popolare in Svezia. Di conseguenza, a parte alcune esibizioni come ospite in Danimarca e in Svezia, viaggiò poco. L'estensione della voce e le capacità espressive sul palcoscenico contribuirono al suo successo nell'opera italiana, tra cui Desdemona in Otello. Tra i suoi numerosi altri ruoli figurano la Contessa ne Le nozze di Figaro di Wolfgang Amadeus Mozart, Leonora nel Fidelio di Ludwig van Beethoven e Micaela nella Carmen di Georges Bizet.
Lykseth-Skogman morì a Stoccolma il 13 novembre 1949.

## Onorificenze
Nel 1907 fu insignita della medaglia Litteris et Artibus e nel 1912 divenne membro dell'Accademia reale svedese di musica.

## Repertorio
| Ruolo               | Titolo                          | Autore     |
| ------------------- | ------------------------------- | ---------- |
| Leonora             | Fidelio                         | Beethoven  |
| Micaela             | Carmen                          | Bizet      |
| Margherita          | Mefistofele                     | Boito      |
| Tatiana             | Eugenio Onegin                  | Čajkovskij |
| Marta               | Tiefland                        | d'Albert   |
| Margherita          | Faust                           | Gounod     |
| Rachele             | L'ebrea                         | Halévy     |
| Santuzza            | Cavalleria rusticana            | Mascagni   |
| Thaïs               | Thaïs                           | Massenet   |
| Valentina           | Gli ugonotti                    | Meyerbeer  |
| Contessa d'Almaviva | Le nozze di Figaro              | Mozart     |
| Donna Anna          | Don Giovanni                    | Mozart     |
| Giulietta           | I racconti di Hoffmann          | Offenbach  |
| Floria Tosca        | Tosca                           | Puccini    |
| Matilde d'Asburgo   | Guglielmo Tell                  | Rossini    |
| Philine             | Mignon                          | Thomas     |
| Leonora             | Il trovatore                    | Verdi      |
| Aida                | Aida                            | Verdi      |
| Desdemona           | Otello                          | Verdi      |
| Senta               | L'olandese volante              | Wagner     |
| Elisabeth           | Tannhäuser                      | Wagner     |
| Elsa di Brabante    | Lohengrin                       | Wagner     |
| Brunilde            | La Valchiria                    | Wagner     |
| Isotta              | Tristano e Isotta               | Wagner     |
| Eva                 | I maestri cantori di Norimberga | Wagner     |
| Brunilde            | Sigfrido                        | Wagner     |
| Brunilde            | Il crepuscolo degli dei         | Wagner     |
| Kundry              | Parsifal                        | Wagner     |
| Agata               | Il franco cacciatore            | Weber      |